# Sphindus kiesenwetteri
Sphindus kiesenwetteri es una especie de coleóptero de la familia Sphindidae.

## Distribución geográfica
Habita en Mendoza (México).